# Сражение при Порто-Ново
Сражение при Порто-Ново (англ. Battle of Porto Novo) — одно из сражений во время Второй англо-майсурской войны, произошедшее 1 июля 1781 года на берегу Бенгальского залива у Порто-Ново (современный Парангипеттай). 

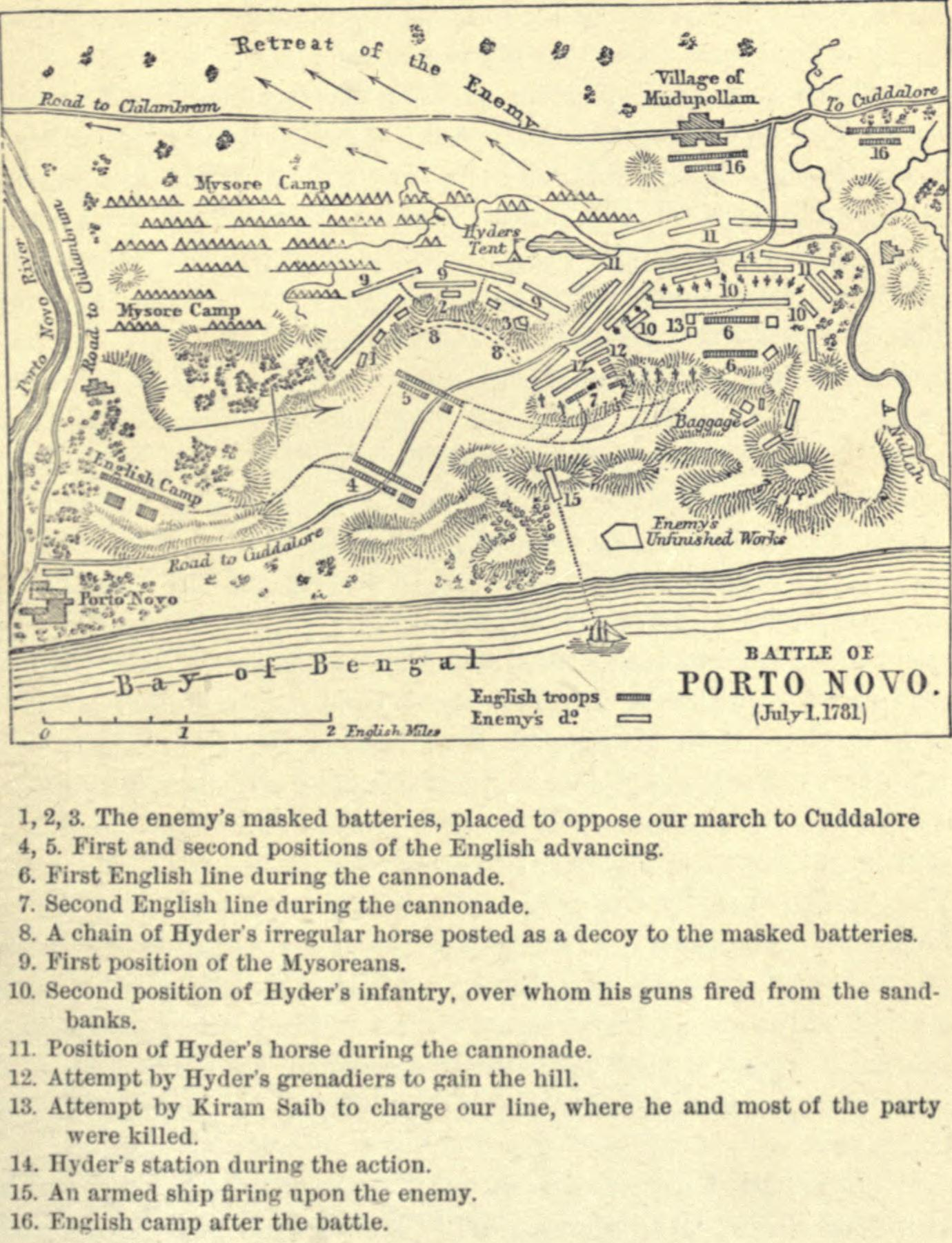
Карта сражения. Север — справа

## Перед сражением
После неудачи в попытке штурма в ночь с 18 на 19 июня 1781 года сильно укрепленной пагоды в Чидамбараме генерал Эр Кут переправился через реку Веллар и расположился лагерем около Порто-Ново, деревни на ее северном берегу, недалеко от моря и всего в семи милях от Чидамбарама, где совместно с контр-адмиралом Эдвардом Хьюзом он сразу же начал готовиться к его осаде.
Хайдер Али, полагая, что английская армия теперь окажется легкой добычей, решил нанести решающий удар. Быстро собрав свои силы, 40 000 человек, он переправился через Колрун; быстро двинулся на север, пройдя сто миль за два с половиной дня, затем, сделав поворот на восток, встал со всей своей армией между Куддалором и англичанами. 
27 июня, когда Кут почти закончил подготовку к атаке на Чидамбарам, ему внезапно сообщили, что Хайдер Али со всей своей армией укрепляет позицию в трех милях от него. Кут созвал военный совет, на котором было решено атаковать противника. 

## Ход сражения
В 7 часов утра 1 июля Кут двинулся на врага — его армия выстроилась в две линии. Все его силы состояли из 8476 человек, из которых 2070 были европейцами. После того, как Кут прошел полторы мили, он остановился и провел час, тщательно осматривая каждую точку позиции майсурцев, подвергаясь все это время непрекращающейся канонаде из орудий, выдвинутых с фронта и с левого фланга противника. Его собственные орудия, чтобы сэкономить ограниченный запас боеприпасов, не отвечали.
В 9 часов полковник Джеймс Стюарт, следуя приказу Кута, перестроил вторую линию в колонны и под прикрытием сначала первой линии, а затем песчаных холмов на побережье, начал обход более слабого левого фланга майсурцев. Сам Кут начал демонстрацию против фронта противника, стараясь не ввязываться в решительную атаку, пока успех движения Стюарта не будет обеспечен. 
Хайдер Али заметил маневр Стюарта и отправил часть лучших войск для укрепления своего левого фланга, а также послал приказ коннице быть наготове. Тем временем Стюарт быстро обошел позицию противника, обнаружил дорогу, проложенную между двумя песчаными холмами, и атаковал по ней. Войска Хайдера, будучи начеку, отбили первую атаку, а затем и вторую. В это же время правое крыло майсурской конницы, посчитав момент подходящим, атаковало первую линию Кута и с трудом было отбито. Атака левого крыла майсурской конницы на Стюарта была расстроена бортовым залпом с английской шхуны, которая шла близко к берегу. Воспользовавшись последовавшей паникой, Стюарт быстро предпринял третью попытку пробиться через брешь и преуспел.
Последовала решающая атака первой линии Кута с фронта и отряда Стюарта с правого фланга на центр позиции противника. Около четырех часов дня началось общее отступление майсурцев. Англичане, потеряв 306 человек, не преследовали.
Сражение при Порто-Ново решило судьбу Мадраса, хотя прибытие французской эскадры Сюффрена несколько месяцев спустя лишило англичан превосходства в Индийском океане. 